# Matha, monasterio

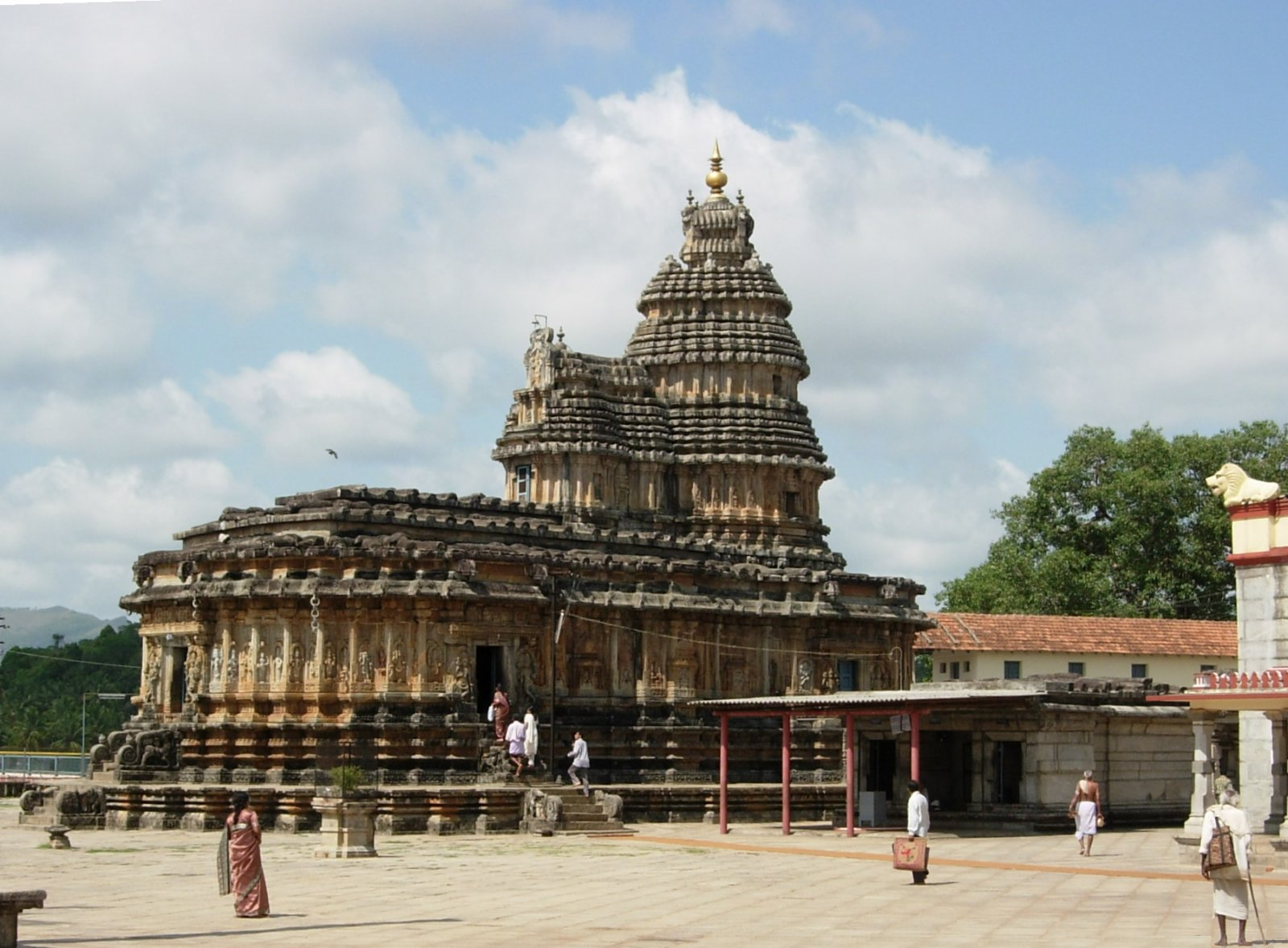
Un monasterio Advaita Vedanta y un templo Vidyashankara en Shringeri Sharada Peetham, Shringeri, Karnataka.

Un matha (मठ, IAST: maṭha), también escrito como math, mutt o mut, es una palabra sánscrita que significa 'instituto o colegio', y también se refiere a un monasterio en el hinduismo. Un término alternativo para este tipo de monasterio es adheenam.
La vida monástica, para los estudios espirituales o la búsqueda de moksha (liberación espiritual) hunde sus raíces en el primer milenio antes de Cristo, en la tradición védica. Los primeros monasterios hindúes (mathas) se deducen indirectamente de los siglos cercanos al inicio de la era común, basándose en la existencia de Sannyasa Upanishads con fuerte contenido Advaita Vedanta. La tradición matha en el hinduismo estaba probablemente bien establecida en la segunda mitad del primer milenio de la era cristiana, como demuestran las pruebas arqueológicas y epigráficas.
Los mathas fueron creciendo con el tiempo, siendo los centros de estudios Vedanta más famosos y que aún sobreviven los iniciados por Adi Shankara. Adi Shankara estableció cuatro mathas o peethams, en el Norte, Sur, Este y Oeste de la India. Puri Govardhanmaṭha Pīṭhaṃ (Odisha), Shringeri Śārada Pīṭhaṃ (Karnataka), Dvāraka Kalika Pīṭhaṃ (Guyarat) y Badari Jyotirmaṭha Pīṭhaṃ (Uttarakhand) son los cuatro Amnaya mathas fundadas por Adi Shankara.
Otros mathas importantes e influyentes pertenecen a diversas escuelas de la filosofía hindú, como las del vaishnavismo y el shaivismo. Los monasterios acogen y alimentan a estudiantes, sannyasis (monjes, renunciantes, ascetas), gurús y están dirigidos por acharyas. Estos monasterios están a veces vinculados a templos hindúes y tienen sus códigos de conducta, ceremonias de iniciación y elección. Las mathas de la tradición hindú no se han limitado a los estudios religiosos, y las pruebas históricas sugieren que fueron centros de estudios diversos, como la medicina, la gramática y la música medievales.
El término "matha" también se utiliza para designar un "monasterio" en el jainismo, y los primeros monasterios cercanos a los templos jainistas datan de alrededor del siglo V de nuestra era.

## Etimología
Matha (sánscrito: मठ) se refiere a 'claustro, instituto o colegio', y en algunos contextos se refiere a 'cabaña de un asceta, monje o renunciante' o 'templo para estudios'. La raíz de la palabra es math, que significa 'habitar' o 'moler'.

## Historia
Las raíces de la vida monástica se encuentran en la literatura védica, que según Jacobi es probablemente anterior al budismo y al jainismo. Según Hermann Jacobi, Max Muller, Hermann Oldenberg y otros estudiosos, las tradiciones del jainismo y el budismo adoptaron los cinco preceptos desarrollados por primera vez en las tradiciones védico-brahmánicas para la vida de los monjes:
1. No dañar a los seres vivos
2. Ser sincero
3. No tomar la propiedad de otro
4. Practicar el autocontrol (continencia)
5. Ser tolerante/liberal

Sin embargo, en el siglo XX, estudiosos como Richard Garbe sugirieron que la tradición védica anterior a los Upanishads podría no haber tenido una tradición monástica, y que los Upanishads, el jainismo y el budismo podrían haber sido nuevos movimientos que crecieron, en parte por oposición, sobre los fundamentos e ideas de las prácticas védicas anteriores. El ascetismo y las prácticas monásticas surgieron posiblemente en la India en los primeros siglos del primer milenio antes de Cristo. Johannes Bronkhorst ha propuesto un modelo dual, en el que las tradiciones monásticas y el matha comenzaron en paralelo, tanto en las corrientes de tradiciones védicas como en las no védicas, citando pruebas de los antiguos Dharmasutras hindúes datados entre el 500 a. C. y el comienzo de la era común. Otra evidencia de mathas se encuentra en la capa Brahmana de los textos védicos, como en el capítulo 10.6 del Shatápatha-bráhmana (Yajurveda), así como en la capa superviviente Araniaka de los Vedas, como en el capítulo 15 del Shankhayana Araniaka.
Estudiosos como Patrick Olivelle afirman que la historia de los monasterios hindúes desempeñó un papel en la composición de los Sannyasa Upanishads del hinduismo. Seis de estos Upanishads fueron compuestos antes del siglo III de nuestra era, probablemente a partir de los últimos siglos del primer milenio antes de Cristo. Estos seis Sannyasa Upanishads son Aruni Upanishad, Kundika Upanishad, Kathashruti Upanishad, Paramahamsa Upanishad, Jabala Upanishad y Brahma Upanishad.
Los Sannyasa Upanishads más antiguos tienen una fuerte perspectiva Advaita Vedanta, y son anteriores a Adi Shankara. La mayoría de las Sannyasa Upanishads presentan una filosofía de Yoga y no dualismo (Advaita) Vedanta. Esto puede ser, afirma Patrick Olivelle, porque los principales monasterios hindúes (matha) pertenecían a la tradición Advaita Vedanta. Casi todos los Sannyasa Upanishads medievales son también Advaita Vedantin debido a estos monasterios. La única excepción significativa es el Shatyayaniya Upanishad del siglo XII, que presenta una filosofía dualista calificada y Visnuismo (Visista advaita Vedanta) y está probablemente vinculado a un monasterio de vaishnavismo.
Además de los Upanishads, se encuentran pruebas de la tradición matha en el hinduismo en otros géneros de su literatura, como el capítulo 12.139 del Mahabharata y la sección 3.1 de los Dharmasutras de Baudhayana. Los "Matha-s" eran conocidos regionalmente con otros términos, como "Ghatika-s" y "Khandika-s". El Ghatika más antiguo verificable para los estudios védicos, a partir de la evidencia de las inscripciones, se encuentra en Kanchi, del siglo IV de nuestra era.

### Funciones históricas del matha
La inscripción de Kanchi sugiere la existencia de un matha védico-agámico en el siglo IV de nuestra era. Entonces era conocido como un Ghatika.
La tradición matha del hinduismo atrajo el mecenazgo real, atrayendo dotaciones para apoyar los estudios, y estas dotaciones establecieron, afirma Hartmut Scharfe, lo que puede ser "el primer caso registrado de una beca universitaria". Algunas de estas mathas del hinduismo de la época medieval en Andhra Pradesh, Karnataka, Kerala y Tamil Nadu, se dedicaban a los estudios de Vedanta, pero algunas mathas del periodo comprendido entre el 700 y el 1000 de la era cristiana se centraban predominantemente en el shaivismo, el vaishnavismo, el ejército, las artes marciales, la música, la pintura u otros campos del conocimiento, incluyendo temas relacionados con el budismo y el jainismo. Según Hartmut Scharfe, existen pruebas de la existencia de mathas en el este y el norte de la India a partir del siglo VII de nuestra era, como las de Cachemira, Uttar Pradesh, especialmente en la ciudad santa hindú de Kashi, Madhya Pradesh, Bihar y Odisha, pero no proceden de las inscripciones de los templos antiguos, sino de los registros de los viajeros (chinos) que visitaron estas regiones.
Es probable que los brahmanes participaran en la educación y la cultura oral de la transmisión de textos en la India antigua a través de la tradición de los gurukul, pero las pruebas de las inscripciones recogidas por E. Hultzsch sugieren que al menos algunos matha adjuntos a los templos estaban dominados por no brahmanes a principios del segundo milenio de la era cristiana.
Las mathas y los templos anexos organizaban habitualmente concursos de debate, recitales védicos y competiciones estudiantiles, que formaban parte de los festivales comunitarios de la historia del sur de Asia. Estas mathas eran también los centros donde se componían muchos textos nuevos, así como las bibliotecas y depósitos de manuscritos antiguos y medievales, donde se conservaban los textos antiguos y se sustituían las copias deterioradas a lo largo de los siglos. El Thiruvavaduthurai Adhinam, un matha Shaiva a unos veinte kilómetros al noreste de Kumbakonam, por ejemplo, fue una importante fuente de manuscritos conservados de hojas de palma de la antigua literatura tamil para los eruditos de la época colonial que trataban de redescubrir la literatura india histórica. Algunos eruditos, como el Adi Shankara del siglo VIII, que estableció cuatro grandes mathas en diferentes regiones de la India, declararon en los documentos fundacionales que la responsabilidad respectiva de los mathas era preservar un Veda cada uno. Algunos monasterios hindúes ofrecían cuidados paliativos a los peregrinos y diversas formas de asistencia a sus comunidades locales.

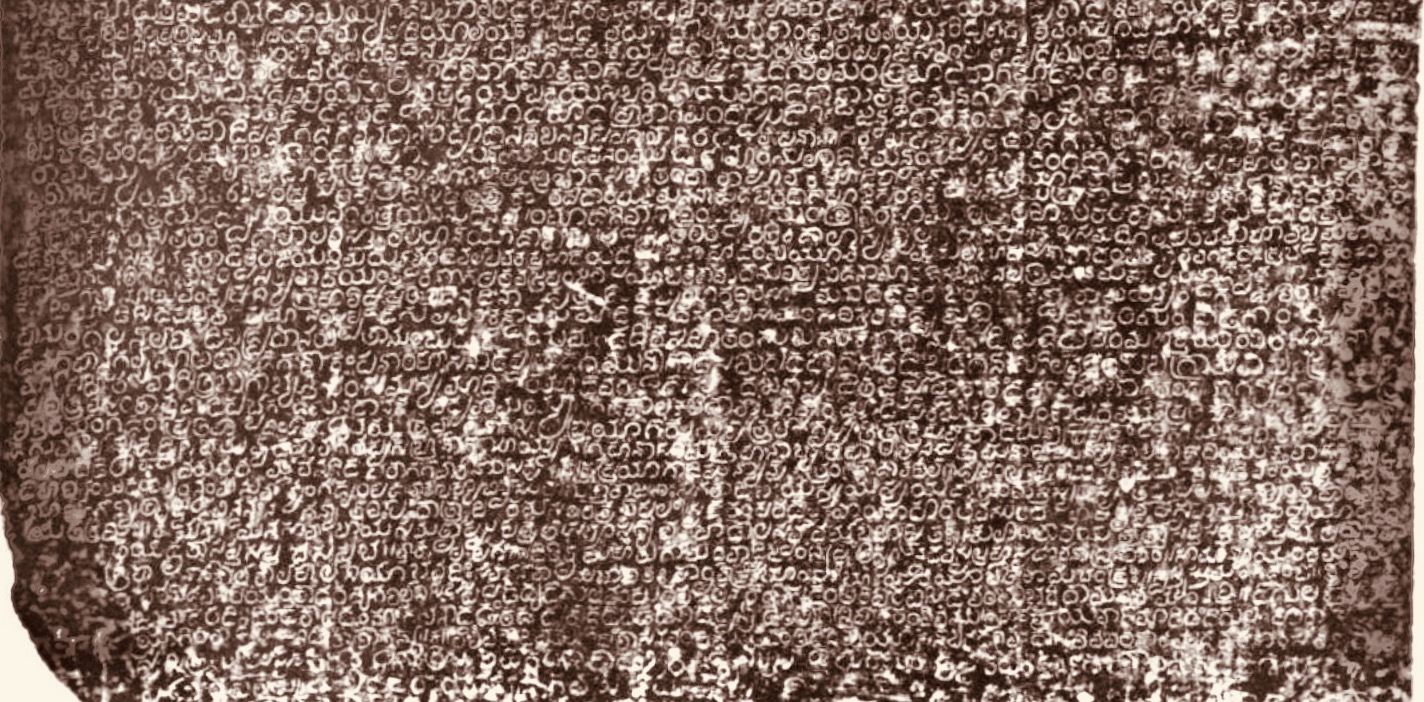
Inscripción en piedra de Kodiya matha del.

Las "mathas" y los templos hindúes, al igual que los monasterios budistas, ya habían incorporado la atención médica a sus funciones religiosas y educativas en el siglo X. Así lo demuestran varias inscripciones encontradas en Bengala, Andhra Pradesh y otros lugares. Una inscripción fechada hacia el año 930 de la era cristiana menciona la provisión de un médico a dos matha para atender a los enfermos e indigentes. Del mismo modo, una inscripción en piedra de Andhra Pradesh, fechada en torno a 1262 d. C., menciona la provisión de un prasutishala (casa de maternidad), un vaidya (médico), un arogyashala (casa de salud) y un viprasattra (cocina) con el centro religioso en el que se podía alimentar y atender a personas de toda condición social.
El papel histórico de las mathas como depósito de conocimientos y servicios está atestiguado en los primeros textos sánscritos, así como en muchas inscripciones históricas encontradas junto a las ruinas de templos y monasterios indios. Por ejemplo, se han encontrado varias inscripciones en piedra en sánscrito y kannada de la era Chalukya occidental cerca del templo y el monasterio de Shiva en un pueblo cercano al distrito de Dharwad (frontera noroeste de Karnataka-Maharashtra). Estas losas se han fechado entre 1094 y 1215 de la era cristiana. Una de ellas incluye el papel de Kodiya-matha -también llamado Dakshina Kedarasvera matha. En él se dice:

Está el Kōḍiyamaṭha, el lugar de Dakṣiṇakēdāra (dakṣiṇakēdārasthāna), ubicación de un hermoso campo de cultivos [que son] como pelos erizados para la adoración de los Śivaliṅga; el lugar establecido (niṣṭhitasthāna) para la práctica ritual de los ascetas Śaiva que son estudiantes castos perpetuos; un lugar para la autorrecitación (svādhyāyasthāna) de los cuatro Vedas -los Ṛg, Yajus, Sāma y Ātharva- junto con sus tratados auxiliares; un lugar para la enseñanza (byākhyānasthāna) de la gramática, como los sistemas de Kumāra, Pāṇini, Śākaṭāyana, y el Śabdānuśasana; un lugar para la enseñanza de los seis sistemas de filosofía -a saber, el Nyāya, el Vaiśeṣika, el Mīmāṃsā, el Sāṃkhya, el budista, etc. ; un lugar para la enseñanza de los tratados sobre el Yoga- a saber, el Lākulasiddhānta, la obra de Patañjali, y otros; un lugar para diversas [ramas del] aprendizaje (vividhavidyāsthāna), como los 18 Purāṇas, las Dharmaśāstras, todas las composiciones Kāvya, el teatro, la danza, etc; un lugar para la provisión de alimentos (annadā- nasthāna) a los pobres, a los desvalidos, a los lisiados, a los ciegos, a los sordos, a los cuentacuentos, a los cantantes, a los músicos, a los flautistas, a los bailarines, a los Vaitāḻikas, a los desnudos, a los heridos, a los mendicantes procedentes de diversas regiones, como los mendicantes jainistas, a los que llevan un bastón simple o triple, a los mendicantes haṃsa y paramahaṃsa; un lugar para el tratamiento médico (bhaiṣajyasthāna) de las enfermedades de los numerosos desvalidos y enfermos; un lugar para ofrecer protección (abhāyapra- dānasthāna) a todos los seres vivos.

– Inscripción en piedra (1162 CE), templo y monasterio de Shiva, híbrido sánscrito-kannada (Tr: Florinda De Simini)

## Organización
El matha es un monasterio, a menudo con numerosos estudiantes, muchos profesores y una estructura institucionalizada para ayudar a sostener y mantener su funcionamiento diario. Su organización es más sofisticada que la de un Ashrama o Gurukul, que suele ser de tipo boutique y atender a un grupo más reducido de estudiantes. Un matha, al igual que un colegio, designa las funciones de enseñanza, administración e interacción con la comunidad, con prefijo o sufijo a los nombres, con títulos como Guru, Acharya, Swami y otros. En los mathas Lingayat Shaiva, por ejemplo, los profesores son Gurus, las funciones administrativas las responsabilidades de los Acharyas, y las relaciones comunitarias de los Swami. Una organización similar se encuentra en las mathas vaishnavas.

### Acharya
La palabra Acharya en la tradición monástica hindú se refiere a un Gurú de alto rango, o más a menudo al líder de un monasterio y sampradaya (institución de enseñanza, denominación). Este cargo suele conllevar una iniciación ceremonial llamada diksha por parte del monasterio, en la que el líder anterior unge al sucesor como Acharya.
En las grandes confesiones que dirigen un conjunto de monasterios históricos, un Acharya puede referirse al líder de un monasterio escuela regional que funcione en esa denominación. Los títulos alternativos de los jefes de los monasterios hindúes son Jeer, Jiyar o Ciyar. El jefe de un conjunto de grandes monasterios hindúes en un sampradaya se ha denominado a veces Jagad guru.

### Gurú
El matha no sólo alberga estudiantes, sino también muchos Gurús. Un Gurú, en la tradición hindú, es alguien que es un "profesor, guía o maestro" de ciertos conocimientos. Es alguien más que un maestro, tradicionalmente una figura reverencial para el estudiante, con el gurú sirviendo como un "consejero, que ayuda a moldear los valores, comparte el conocimiento experiencial tanto como el conocimiento literal, un ejemplo en la vida, una fuente de inspiración y que ayuda en la evolución espiritual de un estudiante". El término también se refiere a alguien que principalmente es su guía espiritual, que le ayuda a uno a descubrir las mismas potencialidades que el gurú ya ha realizado. El concepto de gurú se remonta a los antiguos tiempos védicos,  y se encuentra en las escuelas tradicionales, así como en los matha.
Las referencias más antiguas al concepto de gurú se encuentran en los primeros textos védicos del hinduismo. El gurú y el gurukul, una escuela dirigida por el gurú, eran una tradición establecida en la India en el primer milenio antes de Cristo, y ayudaron a componer y transmitir los diversos Vedas, los Upanishad, los textos de varias escuelas de filosofía india y los shastras posvédicos, que abarcan desde el conocimiento espiritual hasta diversas artes. Las mathas acogían a estos profesores y a sus alumnos mientras cursaban sus estudios.
Hacia mediados del primer milenio de la era cristiana, las pruebas arqueológicas y epigráficas sugieren que en la India existían numerosas instituciones de "gurús" de mayor envergadura, algunas de ellas cerca de los templos hindúes, donde la tradición gurú-shishya ayudaba a preservar, crear y transmitir diversos campos del conocimiento. La primera evidencia epigráfica de un matha Shaiva, por ejemplo, data de alrededor del año 800 de la era cristiana, que estaba unido a un templo. Acogió a eruditos y estudiantes de estudios teosóficos. Otra inscripción de alrededor de 1100 CE, afirma Hartmut Scharfe, atestigua que un matha era el centro de estudios médicos medievales (Charaka-samhita) y de gramática védica en Tamil Nadu.

## Mathas en las tradiciones hindúes

### Vaishnavismo

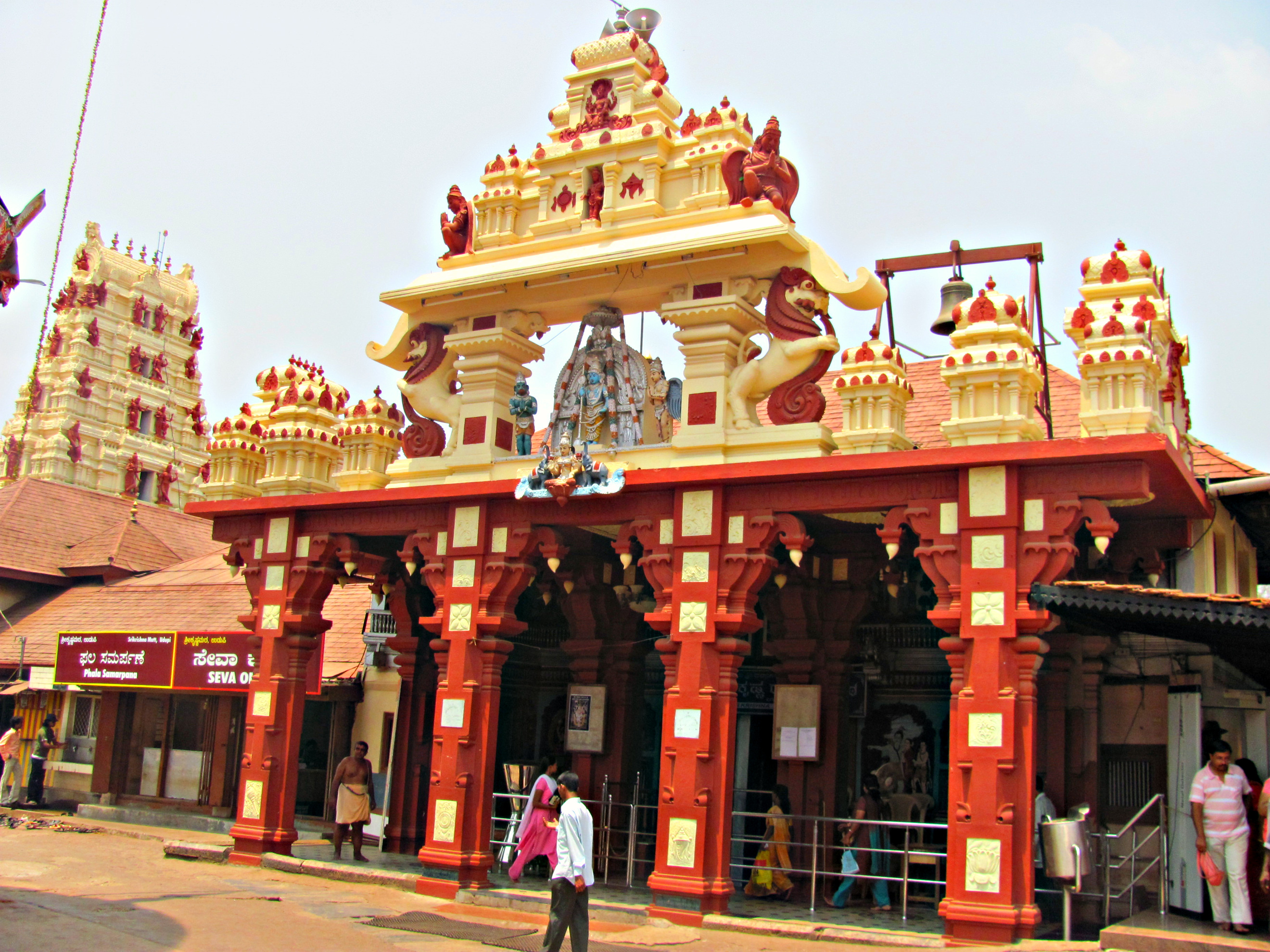
La entrada al Udupi Sri Krishna Matha en Udupi, Karnataka.

#### Dvaita Mathas
Madhwa, el fundador de la escuela Dvaita Vedanta de la filosofía hindú, estudió en un monasterio Advaita Vedanta como Ramanuja, luego no estuvo de acuerdo con Advaita, lanzó la escuela teísta Dvaita de interpretación del Vedanta, y luego estableció Mathas (monasterios) a principios del siglo XIII. Hay veinticuatro mathas Madhva establecidos en toda la India, incluidos los de Udupi. Los doce Mathas que descienden a través de los discípulos directos de Madhvacharya, Adhokshaja Teertha, Hrishikesha Teertha, Narasimha Teertha, Upendra Teertha, Rama Teertha, Vamana Teertha, Janardhana Teertha y el hermano de Madhva Vishnu Tirtha en la región de Tulu son el Pejawara Matha, Palimaru Matha, Adamaru Matha, Puttige Matha, Sodhe Matha, Kaniyooru Matha, Shiroor Matha, Krishnapura Matha, Bhandarakeri Matha, Subramanya Matha, Chitrapura Matha, Bhimanakatte Matha. De estos doce Madhva Mathas, los ocho primeros se denominan Ashta Mathas de Udupi. Estos ocho rodean el templo hindú de Krishna Anantheswara. Estas mathas están dispuestas en un rectángulo, los templos en una retícula cuadrada. Los monjes de la matha son sannyasis, y la tradición de sus estudios y sucesión (el sistema Paryaya) fueron establecidos por Madhvacharya. Junto con doce mathas, hay diez mathas que descienden a través de los discípulos directos de Madhwa, Padmanabha Tirtha, Narahari Tirtha, Madhava Tirtha, Akshobya Tirtha y el discípulo de Akshobya Tirtha Jayatirtha. Son Uttaradi Matha, Vyasaraja Matha, Raghavendra Matha, Sripadaraja Matha, Kanva Matha, Baligaru Matha, Kudli Matha, Tambehalli Matha (también conocido como Majjigehalli Maṭha), Kundapur Matha, Sagarakatte Matha. De los diez, los tres primeros, el Uttaradi Matha, Vyasaraja Matha y Raghavendra Matha, se consideran las tres principales instituciones apostólicas del Dvaita Vedanta y se denominan conjuntamente Mathatraya. Son los pontífices y pandits de la Mathatraya los que han sido los principales arquitectos del Vedanta Dvaita post-Madhva a lo largo de los siglos. De hecho, estos han asumido la mayor parte de la tarea de desarrollar y propagar la filosofía de Madhwa. Por esta razón, pueden ser considerados sin dudarlo como los herederos intelectuales del legado de Madhwa, Jayatirtha y Vyasatirtha.
El centro principal de la tradición de Madhva está en Karnataka. El monasterio tiene un sistema de pontífices, que rotan tras un periodo de tiempo determinado. El pontífice se llama Swamiji, y dirige las oraciones diarias de Krishna según la tradición Madhwa, así como los festivales anuales. El proceso y los rituales de mantras védicos para la adoración de Krishna en los monasterios Dvaita siguen el procedimiento escrito por Madhvacharya en Tantrasara.
La ceremonia de sucesión en la escuela Dvaita consiste en que el Swamiji saliente da la bienvenida al entrante, y luego caminan juntos hasta el icono de Madhvacharya en la entrada del templo de Krishna en Udupi, le ofrecen agua, le expresan su reverencia y luego le entregan la misma vasija con agua que Madhwa utilizó cuando entregó el liderazgo del monasterio que fundó.
El monasterio incluye cocinas, bhojan-shala, dirigidas por monjes y voluntarios. En ellas se sirve comida diariamente a cerca de 3000 o 4000 monjes, estudiantes y peregrinos visitantes sin discriminación social. Durante las ceremonias de sucesión, más de 10000 personas reciben una comida vegetariana de los bhojan-shalas de Udupi.
Otros Dvaita Mathas son:
- Kashi Math, Benarés, Uttar Pradesh
- Gokarna Math, Poinguinim, Canacona, Goa

#### Sri Vaishnava Mathas

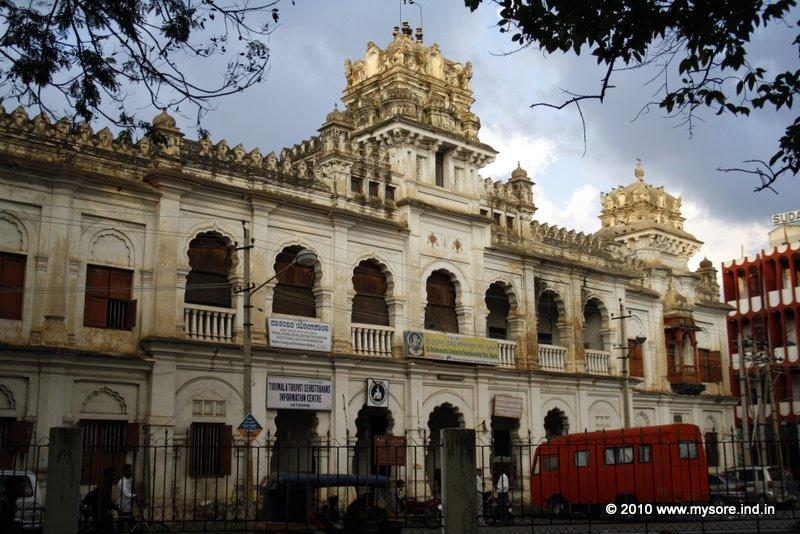
Parakala Mutt en Mysore, Karnataka.

Ramanuja, el filósofo del Sri Vaishnavismo, estudió en un monasterio de Vedanta Advaita con Yadava Prakasha antes de discrepar del idealismo Advaita, y lanzar su Visista advaita. (Advaita cualificado). Ramanuja fue nombrado líder del Srirangam matha, tras la muerte de Yamunacharya, aunque nunca se reunieron. Además de su filosofía, Ramanuja es famoso por su capacidad organizativa y por las duraderas reformas institucionales que introdujo en Srirangam, paralelas a las de los monasterios advaita de su época. También viajó y fundó muchas mathas de Sri Vaishnavismo por toda la India. La tradición del Sri Vaishnavismo cree que Ramanuja fundó 700 mathas, pero la evidencia histórica sugiere que varias de ellas se fundaron posteriormente.
Las mathas del Sri Vaishnavismo con el tiempo, se subdividieron en dos, las de tradición Tenkalai (del sur) y Vadakalai (del norte) del Sri Vaishnavismo. Los mathas asociados a Tenkalai tienen su sede en Srirangam, mientras que los mathas de Vadakalai están asociados a Kanchipuram. Desde el siglo X, ambas tradiciones consideran que la función de los mathas incluye alimentar a los pobres y a los devotos que los visitan, acoger matrimonios y festivales comunitarios, cultivar las tierras del templo y los jardines de flores como fuente de alimentos e ingredientes para el culto, y estar abiertos a los peregrinos como casas de descanso, y esta función filantrópica de estos monasterios hindúes continúa. En el siglo XV, estos monasterios se expandieron estableciendo Ramanuja-kuta en las principales localidades del Sri Vaishnavismo del sur de la India.
Algunos monasterios del Srivaishnavismo son:
- Melukote – matha fundada por Ramanuja[68]
- Srirangam – Tenkalai Srivaishnavism matha[45]
- Vanamamalai – Tenkalai Srivaishnavism matha[45]
- Tirukkurungudi – Tenkalai Srivaishnavism matha[45]
- Kanchipuram – Vadakalai Srivaishnavism matha[69]
- Ahobila – Vadakalai Srivaishnavism matha[45]
- Parakala – Vadakalai Srivaishnavism matha[45]

#### Nimbarka Vaishnava Mathas
Nimbarka, un erudito fechado entre los siglos XI y XIII, propuso un compromiso que incluía a todas las escuelas Vedanta, afirmando que todos tienen razón, que la verdad es simultáneamente Advaita, Vishishtadvaita y Dvaita al mismo tiempo, llamando a su filosofía como Dvaitadvaita o sistema Bhedabheda. Se trasladó a Vrindavan-Mathura, y lanzó un matha centrado en la devoción amorosa a la adoración de Radha-Krishna (Radheshyam). Este grupo hacía hincapié en la unión de la comunidad, el canto público y el bhakti constante. Los Mathas de este grupo son:
- Kathia Baba ka Sthaan en Vrindavan
- Nimbarkacharya Peeth en Salemabad, Rayastán
- Ukhra Mahanta Asthal en Ukhra, Bengala Occidental
- Howrah Nimbarka Ashram en Howrah

#### Ramanandi Vaishnava Mathas
Ramananda fue un poeta devocional Vaishnava del siglo XIV sant del movimiento Bhakti, en la región del río Ganges de India del Norte. Estudió en un monasterio de Vedanta Advaita, se unió a la tradición del Sri Vaishnavismo de Ramanuja, y luego procedió a iniciar el movimiento del Vaishnavismo basado en Dios Rama desde la ciudad santa hindú de Varanasi. La tradición hindú lo reconoce como el fundador de la Ramanandi Sampradaya, la mayor comunidad monástica hindú de renunciantes de los tiempos modernos. Los monasterios de estos ascetas se encuentran sobre todo en los estados del norte y el oeste de la India, en Nepal, pero también se encuentran como monjes errantes.
Las mayores mathas de la tradición Ramanandi se encuentran en Ayodhya y Benarés, y los monjes Ramanandi también son conocidos como Bairagis o Vairagis (literalmente, desprendidos), sus grupos se llaman Akharas. Los mathas Ramanandi destacan históricamente por formar parte del movimiento de ascetas guerreros de la India medieval, donde los monjes se metamorfosearon en un grupo militante, se entrenaron en armas, se rebelaron contra el dominio islámico y, en ocasiones, cooperaron con los funcionarios coloniales británicos como mercenarios.
Conocido por sus opiniones igualitarias en una época de incertidumbre política y conflictos entre hindúes y musulmanes, Ramananda y su matha aceptaban a los discípulos sin discriminar a nadie por género, clase, casta o religión (él aceptaba a los musulmanes). Los estudiosos tradicionales sostienen que entre sus discípulos se encontraban poetas-santos del movimiento Bhakti como Kabir, Ravidas, Bhagat Pipa y otros, sin embargo, algunos estudiosos postmodernos han cuestionado parte de este linaje espiritual mientras que otros han apoyado este linaje con pruebas históricas. Sus ideas también influyeron en la fundación del sijismo en el siglo XV, y sus enseñanzas se incluyen en la escritura sij Gurú Granth Sahib. Shri Ramcharitmanas es un texto clave de este matha.

#### Otros Vaishnava Mathas
- Yadugiri Yathiraja Matha
- Gaudiya Matha
- Narasingha Chaitanya Matha

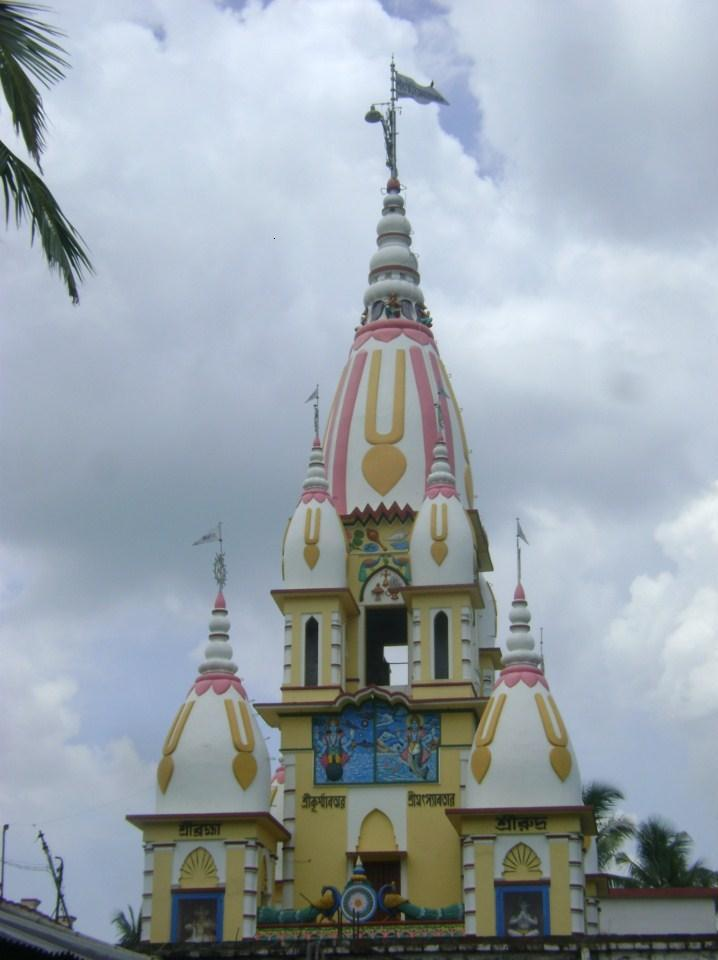
Sri Devananda Gaudiya Math en Nabadwip, Bengala Occidental.

- Sree Rama Dasa Matha, Chenkottukonam, Thiruvananthapuram
- Bhubaneswar matha[92]

### Advaita Mathas

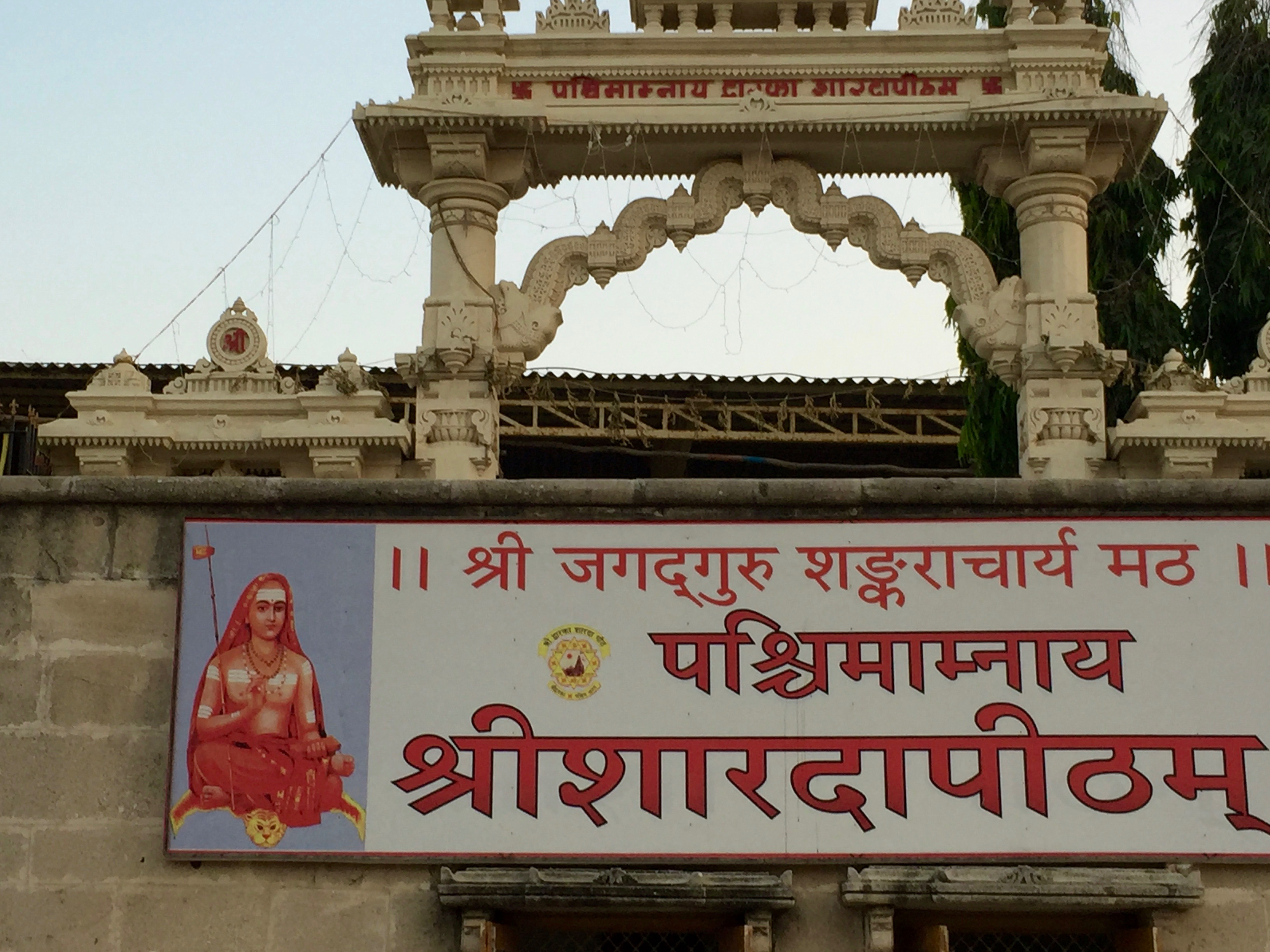
Un matha de Vedanta Advaita iniciado por Adi Shankara junto al templo de Dwarka en Guyarat.

Shankara es considerado el fundador de los monasterios más famosos del hinduismo. Estos han acogido la Daśanāmi Sampradāya bajo cuatro Maṭhas, con sede en Dwarka en el oeste, Templo de Yáganat en el este, Shringeri en el sur y Badrinath en el norte. Cada matemática estaba encabezada por uno de sus discípulos, llamado Shankaracharya, que continuó de forma independiente la Sampradaya Vedanta Advaita. Las diez órdenes monásticas advaitas vinculadas a Shankara se distribuyen de la siguiente manera: Bharati, Puri y Saraswati en Sringeri, Aranya y Vana en Puri, Tirtha y Ashrama en Dwarka, y Giri, Parvata y Sagara en Badrinath.
Las mathas que construyó Shankara existen hasta hoy, y continúan las enseñanzas y la influencia de Shankara.
La siguiente tabla ofrece una visión general de los cuatro mayores Advaita Mathas fundados por Adi Shankara, y sus detalles. Sin embargo, la evidencia sugiere que Shankara estableció más mathas locales para los estudios del Vedanta y su propagación, afirma Hartmut Scharfe, como las "cuatro mathas sólo en la ciudad de Thrissur, que fueron dirigidas por Trotaka, Sureshvara, Hastamalaka y Padmapada".
| Shishya (linaje) | Dirección | Maṭha                  | Estado      | Mahāvākya                                   | Veda        | Sampradaya |
| ---------------- | --------- | ---------------------- | ----------- | ------------------------------------------- | ----------- | ---------- |
| Padmapāda        | Este      | Govardhana Pīṭhaṃ      | Odisha      | Prajñānam brahma (La conciencia es Brahman) | Rigveda     | Bhogavala  |
| Sureśvara        | Sur       | Sringeri Śārada Pīṭhaṃ | Karnataka   | Aham brahmāsmi (Yo soy Brahman)             | Yajurveda   | Bhūrivala  |
| Hastāmalakācārya | Oeste     | Dvāraka Pīṭhaṃ         | Guyarat     | Tattvamasi (Que tú eres)                    | Sāmaveda    | Kitavala   |
| Toṭakācārya      | Norte     | Jyotirmaṭha Pīṭhaṃ     | Uttarakhand | Ayamātmā brahma (Este Atman es Brahman)     | Atharvaveda | Nandavala  |

#### Otros Advaita mathas
Otras matemáticas Vedanta Advaita que siguen la Tradición Smarta son:
- Sri Adi Shankaracharya Sharada LakshmiNarasimha Peetam, Hariharapura Matha - establecido directamente por Jagadguru Adi Shankaracharya en Hariharapura en Koppa Taluk, Chikmagalur Distrito, Karnataka

- Svarnavalli Matha en Swarnavalli cerca de Sodhe, Sirsi, Karnataka
- Ramachandrapura Math en Haniya, Hosanagara, Karnataka
- Kanchi matha, en  Kanchipuram, Tamil Nadu
- Chitrapur Math, Shirali, Karnataka ()
- Shri Gaudapadacharya Math, Kavale, Ponda, Goa
- Sri Samsthan Dabholi Math, Dabholi, Goa
- Ramakrishna Math y Ramakrishna Mission
- Bharat Sevashram Sangha

### Shaivismo
Las mathas Shaiva se establecieron al menos a partir del primer milenio, en Cachemira, en regiones del Himalaya como Nepal y en todo el subcontinente, como en Tamil Nadu. Muchos de los monasterios y templos anexos, sobre todo en el noroeste del subcontinente indio, fueron destruidos por los ejércitos islámicos después del siglo XII, y la red monástica shaiva se vio gravemente afectada por la violencia consiguiente. En algunos casos, los monasterios hindúes se convirtieron en ribats o madrasas islámicas (cuarteles de soldados, escuelas) durante la época medieval. Los monasterios Shaiva han sido de diversas escuelas del Shaivismo, que van desde las escuelas no dualistas a las teístas, y regionalmente fueron por una gama de nombres como Jogi (Yoguis), Natha, Darshani, Kanphata de Gorakshanath sampradaya.

#### Shaiva Siddhanta
Shaiva Siddhanta es una escuela teísta del shaivismo basada en el dualismo (el alma humana y Dios son diferentes), y estableció matha al menos desde mediados del primer milenio de la era cristiana. Pruebas arqueológicas fechadas en el año 724 de la era cristiana sugieren la existencia de un influyente matha Saiva Siddhanta que lleva el nombre de Mattamayura. Otras evidencias históricas sugieren que estos monjes Shaiva estuvieron activos en la erudición teosófica Shaiva y en la difusión de las ideas Shaiva en el norte y el oeste de la India hasta aproximadamente el siglo XII.
Otros monasterios importantes son el Golaki matha, que ya existía en el siglo X, famoso por su forma de templo redondo, probablemente cerca de la actual Jabalpur, en Madhya Pradesh. Este monasterio contaba con un conjunto de templos de Shiva, un hospital, un colegio y alojamiento para estudiantes. El Golaki matha era un centro de estudios védicos con estudios paralelos de literatura budista. Las evidencias de las inscripciones sugieren la creación de numerosos monasterios Shaiva en la región del Decán bajo el patrocinio de la dinastía Kakatiya, muchos de los cuales fueron destruidos en las guerras hindúes-musulmanas que acabaron con el dominio Kakatiya. Los orígenes del Golaki matha de la India central se remontan a los monasterios más antiguos de Cachemira.
En Karnataka, las evidencias históricas sugieren que la reina Alhanadevi estableció el monasterio Shaiva llamado Kodiya matha, que incluía un templo, un alojamiento monástico y una sala de estudio, con erudición en Vedas, Shastras y Puranas. La dinastía Chola patrocinó muchos mathas Shaiva influyentes. Aunque muchos monasterios Shaiva tenían templos anexos, algunos no los tenían y se dedicaban por completo a la educación y la erudición.

#### Nath Shaiva Mathas
La tradición Nath es una escuela sincrética de Yoga y Vedānta de filosofía india basada en la tradición Shaiva, que venera a Shiva y a Dattatreya. Su fundación se atribuye a las ideas de Matsyendranath y Gorakshanath, desarrolladas posteriormente con otros siete gurús del Siddha Yoga llamados "Naths" (literalmente, señores). La sampradaya y las organizaciones monásticas de los nath yoguis crecieron a partir del siglo XIII, con su sede de matha en Gorakhpur, Uttar Pradesh. Muchas de sus mathas se encuentran en los estados del norte, centro y oeste de la India, especialmente en el Himalaya, pero las inscripciones arqueológicas sugieren que sus mathas también existieron en el sur de la India. Los primeros monjes Nath recibieron dotaciones en Karnataka, por ejemplo, entre los siglos X y XIII, que más tarde se convirtió en un templo y centro de matha Shaiva para ellos cerca de Mangalore. El Kadri matha, por ejemplo, es uno de los monasterios legendarios de la tradición Nath que atrajo a conversos del budismo y a la infusión de ideas budistas en el shaivismo, y sigue formando parte de la tradición Nath Shaiva, especialmente durante las celebraciones del Kumbhamela en los tiempos modernos.

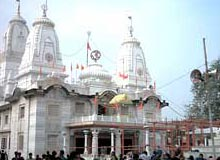
El templo y matha de Gorakhnath, en Gorakhpur (India), es uno de los principales matha modernos de la tradición Nath Shaiva.

A la tradición Nath Siddha del shaivismo se le atribuye el establecimiento de numerosos templos y monasterios hindúes de Shiva, especialmente en Gujarat, Maharashtra, Madhya Pradesh, Rajastán, Uttar Pradesh, Himachal Pradesh, el norte de Bihar y Nepal. El Gorakhnath matha es un monasterio activo de shaivismo que lleva el nombre del santo medieval Gorakhnath de la sampradaya Nath. El matha y la ciudad de Gorakhpur en Uttar Pradesh llevan su nombre. El monasterio y el templo realizan diversas actividades culturales y sociales y sirven como centro cultural de la ciudad. El monasterio también publica textos sobre la filosofía de Gorakhnath.
La organización monástica Nath Shaiva fue uno de los grupos de monjes hindúes que se militarizaron y tomaron las armas tras la conquista musulmana de la India, para resistir la persecución. Fueron despreciados y perseguidos por los funcionarios del Imperio mogol y por las élites sociales, culturales y religiosas. Sin embargo, los monjes nath yoguis han sido muy populares entre la población rural del sur de Asia desde la época medieval.

#### Veerashaiva Lingayatism
La organización monástica matha ha estado activa desde la aparición del movimiento lingayat en Karnataka alrededor del siglo XII. Han contado con el apoyo de la comunidad y han servido de centro de estudios Shaiva, así como de actividades educativas, culturales y filantrópicas de la comunidad Lingayat. Ha habido seis grandes monasterios Veerashaiva activos, uno en Kedaranath, otro en Vairagya Shimhasana (Himalaya), otro en Kashi Jnana Shimhasana (Varanasi, Ganges), otro en Srisaila Surya Shimhasana (Andhra Pradesh), otro en Rambhapuri Veeashimhasana-Balehonnuru y otro en Ujjini Saddharma Shimhasana (los tres en Karnataka). En toda la India hay monasterios Vira-Shaiva más pequeños y sucursales rurales que atienden las necesidades de las comunidades Lingayat locales.
Los monasterios Lingayat cuentan con una clase sacerdotal asociada a la que se denomina Jangamas, pero esta clase no forma parte del monasterio y suele ser ama de casa. Cualquiera, de cualquier clase social, puede convertirse en monje lingayat y unirse a su monasterio, y la organización interna ha permitido la movilidad social desde sus primeros días. Los Jangamas suelen oficiar ritos de paso, como las bodas. La sucesión en los monasterios filiales de Veerashaiva puede ser designada por el monasterio principal o el jefe local puede nombrar a su sucesor.

#### Otros Shaiva mathas
- Adichunchanagiri Hills
- Dharmapuram Adheenam
- Thiruvaduthurai Adheenam
- Madurai Adheenam
- Thiruppanandal Adheenam
- Sivatirtha matha
- Hardwar matha
- Nasik matha[125]
- Caughera matha (Nepal)[126]
- Dhinodara matha[127]

## Mathas en el jainismo

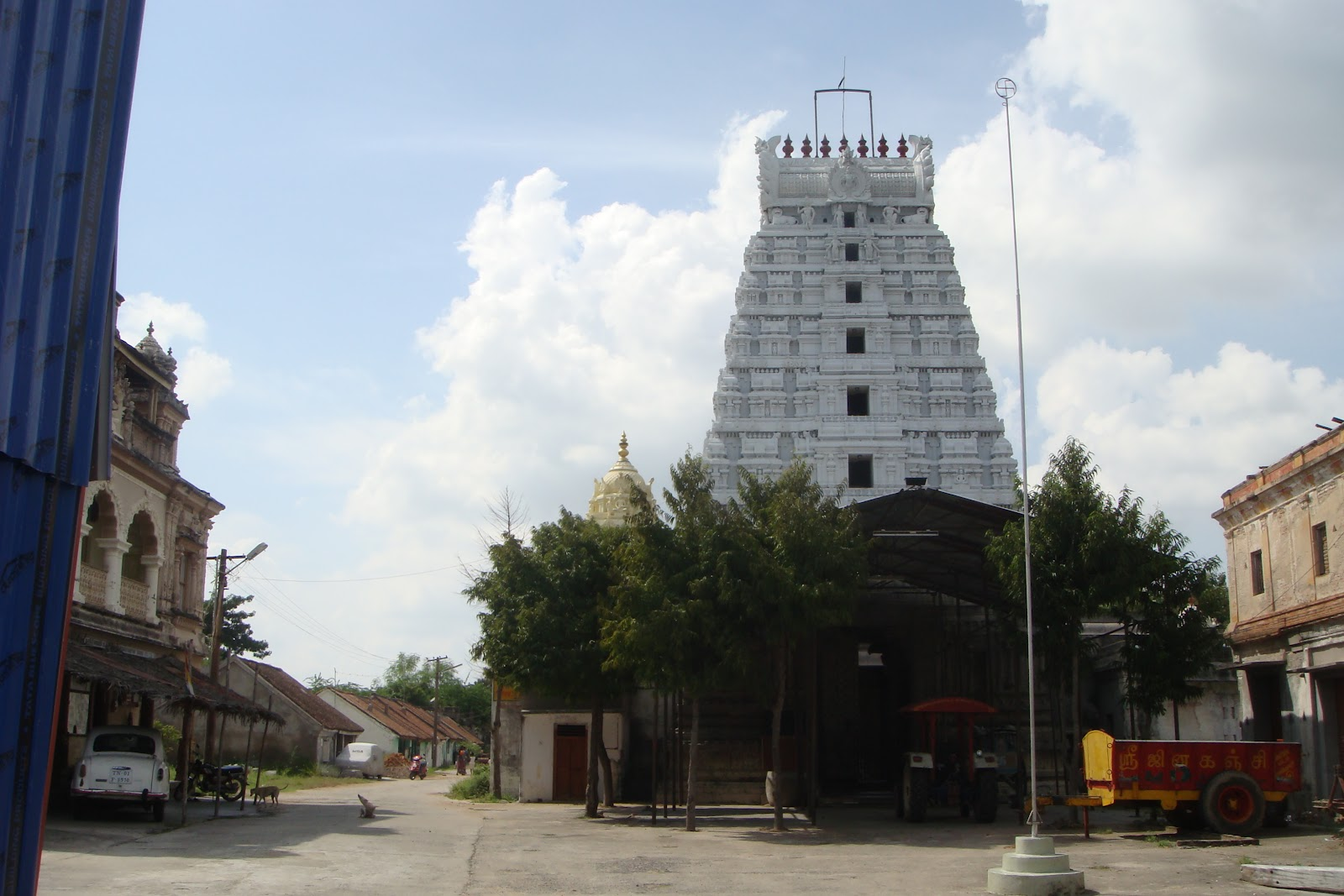
Mel Sithamur Jain Math, la residencia de Bhattaraka Laxmisena

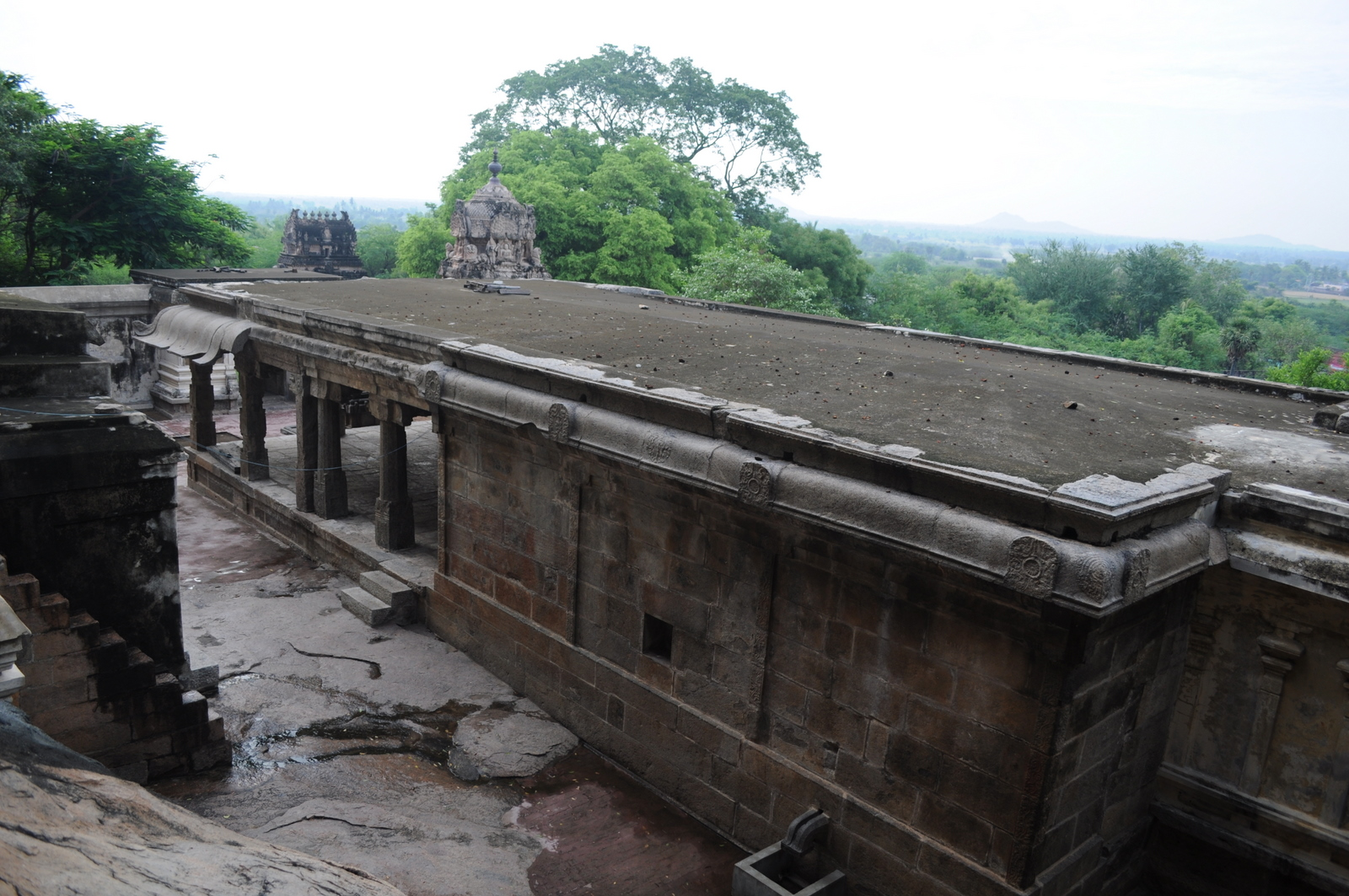
Arahanthgiri Jain Math

Los monasterios jainistas, afirma Paul Dundas, también se han llamado Matha. Las pruebas arqueológicas de Tamil Nadu, que en general ha sobrevivido mejor que el resto de Asia meridional, sugieren que se construían monasterios cerca de los templos jainistas en el sur de la India hacia el siglo V de nuestra era, y que éstos albergaban a monjes desnudos del jainismo. En otras partes, los mathas jaina recibían apoyo real junto con los monasterios budistas e hindúes. Según los textos jaina de los siglos XIII a XV, como los del historiador Srutasagara Gani, los monjes jaina de estos matha fueron perseguidos por los funcionarios musulmanes por su forma de vida, lo que sugiere que la tradición de los matha había continuado en la primera mitad del segundo milenio.
El término matha también se utiliza para los monasterios. Algunos Mathas jainistas son:
- Shravana Belgola
- Mudbidri
- Mel Sithamur Jain Math
- Arahanthgiri Jain Math
- Kumbhoj
- Kanakagiri Jain Matha
- Humbaj
- Karkal
- Amminabhavi
- Kambadahalli
- Sonda Jain Math
- Lakkavalli Jain Matha
- Kolhapur
- Nandani Jain Matha